# ルイ・クペールス
ルイ・クペールス（Louis Couperus、1863年6月10日 - 1923年7月16日）は、オランダの小説家。自然主義文学の影響を受け、ベル・エポック期に、心理小説と時代小説を多く著す。

## 生涯
ハーグで出生、父はオランダ領東インド（現インドネシア）の植民地政庁の上級官吏を務めた、母は東インドに代々続く名家一族出身。少年期に一家で東インドに渡りバタヴィア（現ジャカルタ）で過ごす。1878年に帰国。詩作で創作活動をはじめ、文壇にデビュー、本格的な執筆活動を開始した。1891年従妹エリーサベトと結婚。
生涯にわたり、夫人と共にヨーロッパ全域、東インド、北アフリカなど、旅行続きの生活を送った。

## 訳書
- 『オランダの文豪が見た大正の日本』國森由美子訳、作品社、2019年。晩年の大正時代に訪日
- 『慈悲の糸』國森由美子訳、作品社、2023年。日本が舞台の物語、全30話